# Кабімас
Кабімас (Cabimas) – місто на північному заході Венесуели, штат Сулія.
Населення – 223 тис. жителів (2001).
Великий центр нафтовидобутку та нафтопереробки.
Місто розташоване на східному березі озера Маракайбо, в 40 км на південний схід від столиці штату Маракайбо.

## Історія
Кабімас був заснований групою монахів-цистерціанців у 1758 році. Деякі археологічні залишки були знайдені, однак жодна стіна не збереглася. Існування Кабімаса зазначено в хроніках венесуельського архієпископа Маріано Марті, який відвідав місто в 1771 спочатку місто Буг рибальським селом на узбережжі озера Маракайбо до відкриття нафти Венесуельськими нафтовими концесіями (VOC) зі свердловиною Санта-Барбара. (R2) у 1917 році. Однак саме свердловина «Лос-Барросос 2» (R4) (1922 рік), вибух 100 000 барелів на добу, потрапила в заголовки світових газет. Багато нафтових компаній і працівників з інших частин Венесуели та з-за кордону прибули до Кабімаса, збільшуючи його населення. Більшість іноземного персоналу були американського чи голландського походження. Нафтове родовище La Rosa було передано в концесію президентом Венесуели Хуаном Вісенте Гомесом.